# 見初社
見初社（みそめしゃ）は、奈良県奈良市西御門町にある神社。旧社格は無格社。

## 由緒
神亀2年（725年）7月22日に平城七御門が整備され、それぞれに北斗七星の七星が祀られた記録が「元要記」に見られる。その際に、西御門町には文曲星と豊斟渟尊を祀って桑の木が植えられたとされている。
その後寛政年間に記された「平城坊目考」には、同書の成立時期、西御門町には三座の神を祀った小社とその北側に会所があるが、その小祠と会所の場所が文曲星の社の遺跡である、との伝説があったことが記されている。
三座の神とは、当時は左が春日神、中が文曲星、右が住吉神であった。春日大社が御蓋山に鎮座した神護景雲2年（768年）、空に瑞雲がたったのを見初めた場所であったためここを見初神社と呼ぶ、と語る当時の古老の聞き取りが記録されている。
また別伝としては、1896年（明治29年）の「奈良市神社明細帳」によると、永保3年（1083年）1月21日、白河天皇の時代に勧請され、さらに寛治6年（1092年）7月、白河天皇の勅号にて「西御門鎮守 三初大明神」と名付けられたという。

## 歴史
「奈良坊目拙解」「平城坊目考」などの地誌によると、宝永元年（1704年）4月、芝辻町より出火した大火が西御門町を襲い当社を含め広く町内に延焼したが、その後再興されたという。その頃は春日神社とも呼ばれたようであり、また神社の北側に観音堂もあったようである。

## 祭神
- 天忍雲根命[1]
- 底筒男神[1]
- 金山彦神[1]

## 境内

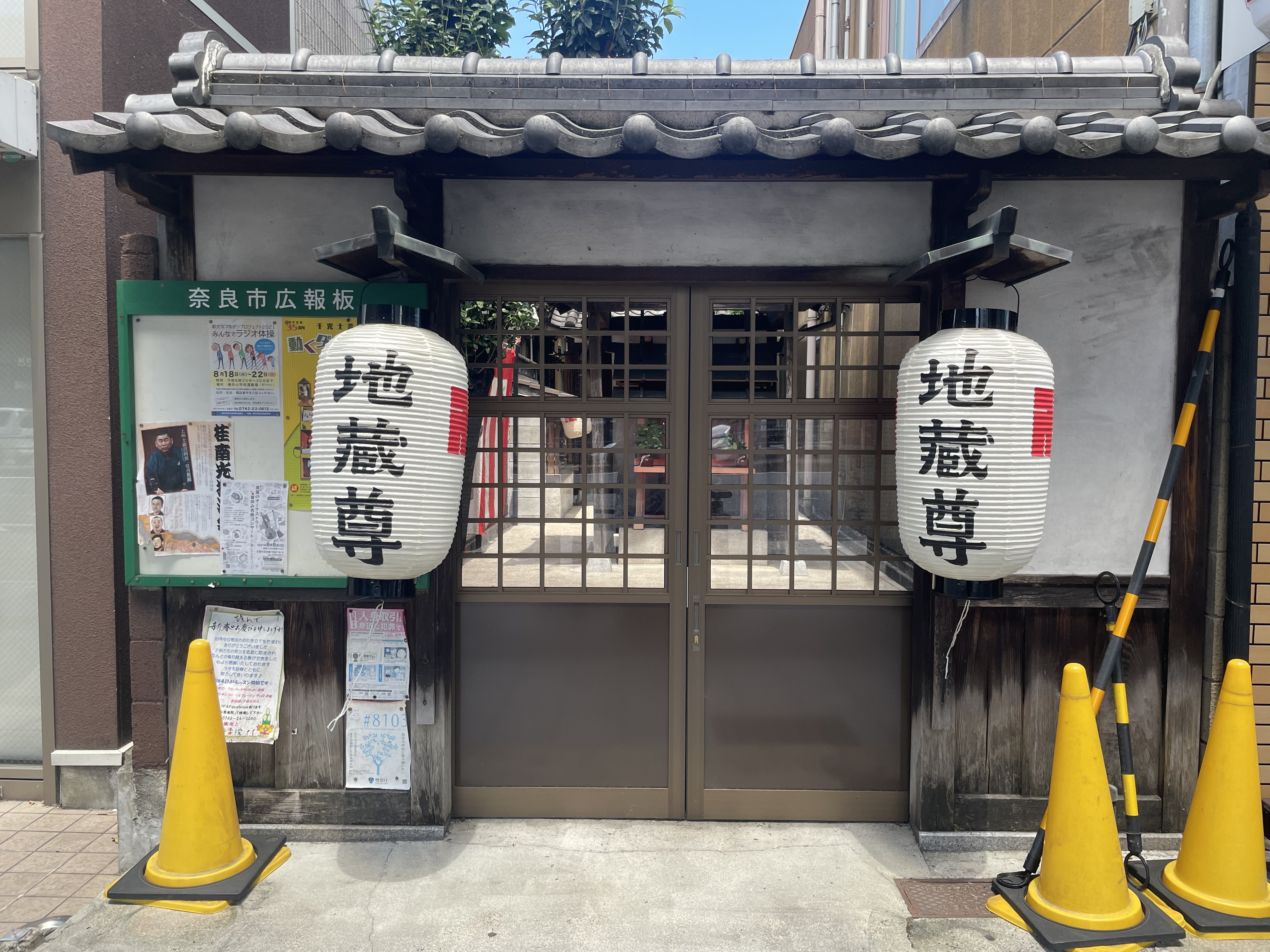
境内に到る門

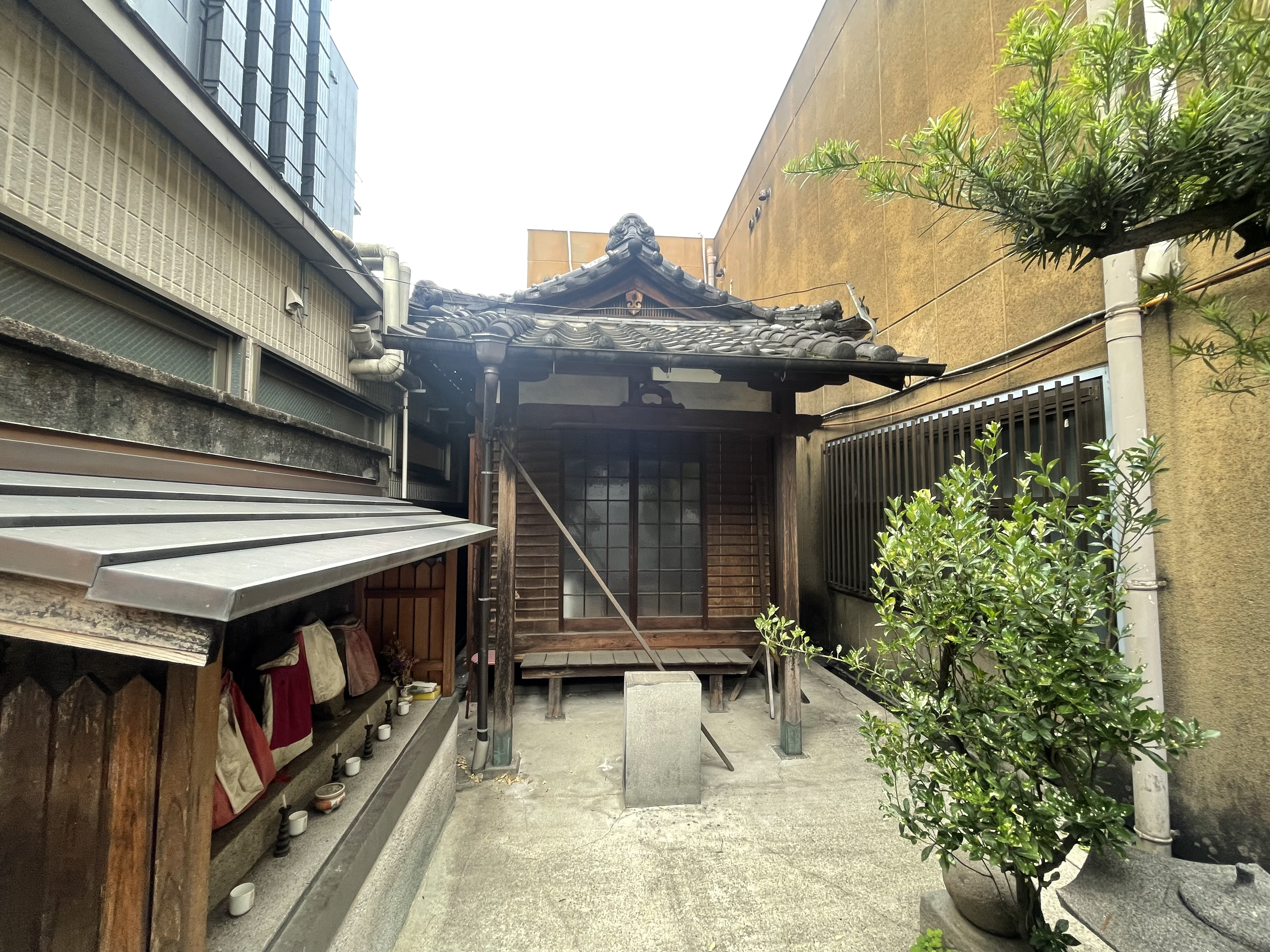
会所

観光客で昼夜問わず賑わう近鉄奈良駅駅前の一等地にあるためか、境内に到る門は常時閉められており、通常は参拝できない。境内には中央に三座の神を祀る本殿があり、北西には石地蔵が祀られた地蔵堂もある。北には町会所もあり、木造観世音菩薩や地蔵立像が安置されているという。